# Царгасата
Царгасата (осет. Цæргæсатæ) — это один из княжеских родов Западной Осетии (Дигорское общество). К ним относились три рода — Карабугаевы, Кантемировы и Таймазовы. Занимали верховья Дигорского ущелья.

## История

### Этимология
Высшее сословие стур-дигорцев носило наименование цæргæсатæ; специалисты справедливо выводят данный социальный термин из осетинского цæргæс («орёл»).

### Фольклор
По легенде родоначальник Царгасат находился в пути и изнемогал от голода, вдруг с неба к его ногам упала туша барана, сброшенная орлом. Местные жители его назвали Царгасом.

### Фамилии
К царгасатам относились три основные фамилии — Карабугаевы, Таймазовы и Кантемировы. В «Комиссию для разбора сословных и поземельных прав туземцев Терской и Кубанской областей» подали прошение, называя себя также происходящими от Царгаса, такие фамилии, как Гатаговы, Комеховы и Дзанкалицевы (ныне Зекеевы). Самая многочисленная фамилия Карабугаевых включала в себя ветви Айтеговых, Бегкиевых, Калицевых, Кулиевых, Куцуковых, Сосрановых и Текаевых, которые преобразовались, в дальнейшем, в самостоятельные фамилии.